# Acir Medeiros
Acir Medeiros (Santo Antônio de Parciúncula, distrito de Itaperuna, 13 de fevereiro de 1900 — ?, ?), ou Acyr Medeiros foi um político brasileiro. Exerceu o mandato de deputado classista constituinte em 1934.

## Juventude
Filho de Belmiro Medeiros e Maria Sales Medeiros, iniciou os estudo em Itaperuna antes de se transferir para o Rio de Janeiro em 1919, quando a cidade ainda era Distrito Federal.
Prestou serviço militar no 3º Regimento de infantaria e participou do movimento de 1921 e 1922 que tentou eleger Nilo Peçanha à presidência da República, conhecido como Reação Republicana. em oposição a Artur Bernardes. Ainda estava no serviço militar durante a revolta de 5 de Julho de 1922, um dos movimentos que deu origem ao ciclo de rebeliões do Tenentismo na década de 1920 no Brasil. Foi uma reação à vitória de Artur Bernanrdes e as punições promovidas pelo governo e Epitácio Pessoa contra os militares, com o fechamento do Clube Militar e a prisão de Hermes da Fonseca. A rebelião foi debelada num único dia e Acir Medeiros, por seu involvimento, foi aprisionado na Fortaleza de São João. Quando recebeu sua liberdade, foi transferido para o 1.º Batalhão de Engenharia de Construção, na Vila Militar (bairro do Rio de Janeiro).
Em 1929, participou no Espírito Santo (estado) da Aliança Liberal, movimento que buscava a eleição de Getúlio Vargas à presidência e que foi derrotado, vendo a ascensão de Júlio Prestes, que representava a situação. Após a Revolução de 1930, Acir Medeiros organizou o Sindicato dos Trabalhadores Rurais de Porciúncula, o segundo da categoria no país, e foi o seu primeiro presidente.

## Vida política
Medeiros foi um dos organizadores e membro da comissão executiva do Partido Proletário do Rio de Janeiro, fundado em 1933 para concorrer à Assembléia Nacional Constituinte.  A proposta do partido era intensificar a propagação de medidas reformistas, com a intenção de avançar o advento do Socialismo no Brasil. Em Junho, foi escolhido candidato-eleitor por seu sindicato para a Convenção Nacional dos Sindicatos do Brasil, reunida no Rio de Janeiro. No mês seguinte foi eleito representante dos empregados, sendo levado como deputado classista à Constituinte.
Iniciou seu mandato em 1933 e, junto com outros deputados classistas, combateu os lideres da maioria que davam preferência nos trabalhos da Assembléia a discussões de matérias constitucionais. Sustentava em voto que esse expediente limitava sua atuação parlamentar "em prol do proletariado" e que representava uma coação por parte do Governo Provisório de Vargas.
Foi considerado um dos cinco deputados mais ativos na minoria e combateu medidas do Ministério do Trabalho, como a prisão arbitrária de líderes sindicais, e pleiteando direitos dos trabalhadores, assim como diversos protestos contra as forças policiais e de segurança pública durante o seu mandato. Essas ações lhe renderam ameças, que ele denunciou na Assembléia em 06/10/1934, afirmando que teria sabido por um amigo que ele seria assassinado.
Votou a favor da regulamentação do direito a greve na Constituição, defendendo a ideia como uma forma de proteção do proletariado em face dos abusos das autoridades estatais. Desse modo, compreendia que “quando estiver na constituição, já a autoridade não abusará”. Para ele, tratava-se de um direito que “só se exercita quando se obriga o proletariado a cumprir determinações muitas vezes draconianas ou deshumana".
Consistentemente alinhado com o que julgava ser o interesse da classe trabalhadora, propôs, juntamente com os deputados Gilberto Gabeira e Antônio Ferreira Neto, na sessão de 15 de dezembro de 1933, a proibição da entrada de todo e qualquer imigrante no Brasil enquanto ainda houvesse desempregados no país. No entanto, a versão final do texto foi influenciada pelas fortes pressões do presidente Vargas, que não queria que imigração japonesa fosse proibida na sua totalidade, nem que a proibição fosse limitada apenas a africanos e asiáticos.
Argumentou durante as discussões sobre o salário mínimo, dizendo: "“Atendei bem, senhores deputados, salário de subsistência quer dizer salário de fome, salário para os desgraçados, para os miseráveis, não para aqueles que trabalham e que cumprem suas obrigações, que a própria dignidade lhes impõe”, e viu a medida ser rejeitada.

Criticava o Partido Comunista, principalmente por comentários negativos sobre outros partidos trabalhistas durante movimentos grevistas. Pregava uma união dos partidos de esquerda e, quando sentiu que atacavem seu Partido Proletário, disse: 
"Se não querem caminhar conosco, pari-passu, deveriam pelo menos procurar não dividir, procurar não enfraquecer, porque nossos objetivos são os mesmos, a rota a palmilhar é idêntica, havendo unicamente diferença na forma de ação (...). Julgamos que nossas questões devam ser resolvidas internamente, sem que os nossos adversários tenham conhecimento delas (...), para que não possam explorar a situação, jogando trabalhador contra trabalhador"
Defendia um sindicato único, independente do Ministério do Trabalho. No dia 22 de setembro, lendo um trecho do jornal A Vanguarda, disse:
"Quando começou a febre da sindicalização, 'A Vanguarda' advertiu o proletariado que os sindicatos não lhe trariam a liberdade de ação. Porque, de acordo com a respectiva lei [de sindicalização de 1934], ficavam eles sob a alçada do Ministério do Trabalho, que os dirigia praticamente. A sindicalização, controlada pelo Governo, era um presente de grego ao operariado. Os sindicatos não estão de acordo senão com o regimen (sic) que vigora na Itália. Advertimos ainda que os sindicatos, pela lei, não podem ter em caixa mais que dois contos de réis, ficando assim, sem independência financeira. 
Denunciou o que, na sua visão, foram manobras e manipulações ilegais nas eleições sindicais de 1935, promovidas pelo governo Vargas e o seu Ministério do Trabalho, para garantir que os candidatos da oposição não fossem eleitos. Incluso entre esses opositores, Medeiros foi derrotado na eleição para a presidencia do partido que ajudou a fundar após idas e vindas e muitas acusações, perdendo seu lugar como deputado classista em maio daquele mesmo ano.